# 武籌
武籌（1642年—1692年），字運帷。陝西省鞏昌府伏羌縣（今屬甘肅省天水市甘谷縣）人，清朝政治人物、經學家。

## 生平
年少時秉性輕佻不羈，之後突然改變志向，折節讀書。
康熙十八年（1679年）己未科第三甲第一百十八名同進士出身。
二十八年（1689年）授廣東番禺縣知縣。
三十一年（1692年）卒於任上，年五十一。

## 著作
- 《大易文稿》

## 家族
父武士奇，順治十一年舉人，官至靖遠衛教授。